# Wilhelm Linke
Wilhelm Linke (* 1. Mai 1905; † 21. Januar 1987 in Bremen) war ein deutscher Politiker (SPD) und Mitglied der Bremischen Bürgerschaft.  

## Biografie
Linke war als Werkmeister in Bremen tätig.
Er war Mitglied der SPD. Von April 1946 bis 1947 war er Mitglied der ernannten und der ersten gewählten Bremischen Bürgerschaft und in Deputationen der Bürgerschaft tätig. 